# Великокоровинецька селищна громада
Великокоровинецька селищна об'єднана територіальна громада — колишня об'єднана територіальна громада України, в Чуднівському районі Житомирської області. Адміністративний центр — смт Великі Коровинці.

## Населені пункти
До складу громади входили 1 смт (Великі Коровинці) і 4 села: Михайленки, Пилипівка, П'ятка та Рачки.

## Історія
Утворена 24 грудня 2019 року шляхом об'єднання Великокоровинецької селищної ради та П'ятківської і Рачківської сільських рад Чуднівського району.
Громада була включена до довідника «Україна. Адміністративно-територіальний устрій», але перші вибори в ній так і не були призначені.
15 квітня 2020 року Кабінет Міністрів України затвердив перспективний план формування територій громад Житомирської області, в якому Великокоровинецька ОТГ відсутня, а Великокоровинецька селищна, П'ятківська і Рачківська сільські ради включені до складу Чуднівської міської територіальної громади.
Відповідно до розпорядження Кабінету Міністрів України № 711-р від 12 червня 2020 року «Про визначення адміністративних центрів та затвердження територій територіальних громад Житомирської області», територія громади увійшла до складу Чуднівської міської територіальної громади Житомирського району Житомирської області.